# Someday close your eyes
someday close your eyesは、M-AGEのシングル及び楽曲。

## 解説
1992年7月22日にリリースされた、M-AGEの2枚目の8cmシングル。マキシシングル「someday ep」と同日にリリースされた。

## 収録曲
1. someday close your eyes （作詞: KOICHIRO、作曲: KAJIWARA YUJI）
2. tears （作詞: KOICHIRO、作曲: MIYO-KEN）

## その他の収録作品
- someday close your eyes
  - someday ep （1992年7月22日、flabbily spiral mix）
  - vibES （1992年11月21日、曲名が大文字表記でアレンジ違い）
  - FUTURAMA OF ROCK XEO special Re-Mix sampler （非売品、full length versionと表記されているが、時間は3分18秒でシングル版およびアルバム版よりも短い）
  - RE:CONSTRUCTION 1991-1994 （2021年2月10日、シングルと同一バージョン）
- tears
  - someday ep （1992年7月22日、prudeny mix）
  - RE:CONSTRUCTION 1991-1994 （2021年2月10日、シングルと同一バージョン）